# Науэй, Анисса
Анисса Науэй (англ. Anissa Naouai; род. 1982, Нью-Йорк, США) — американская журналистка. До марта 2022 года работала на канале RT.

## Биография
В 2000—2001 годах училась в Хантерском колледже Городского университета Нью-Йорка. В 2001 году поступила в школу-студию МХАТ. В 2005 году окончила его. Во время обучения играла в спектаклях «Укрощение строптивой» (У. Шекспир), роль: Бьянка; «Татуированная роза» (Т. Уильямс), роль: Роза; «Настоящий Запад» (С. Шепард), роль: мать. Является одним из основателей международной театральной компании «Студия 6» при МХАТе.
С 1998 по 2001 год работала менеджером в кафе в Нью-Йорке. Озвучивала аудиокнигу «Школа злословия» Ричарда Шеридана на английском языке. Автор документального фильма «Исключитеlism», показанного на НТВ в октябре 2013 года. Ещё один фильм её авторства «Зашто?» получил премию на международном конкурсе Cubavisión в номинации «Лучший документальный фильм». Работала корреспондентом программы «Что происходит?» на РЕН ТВ, ведущей которой была Маргарита Симоньян. Была корреспондентом и ведущей информационной программы News на телеканале RT. С 2009 по 2016 год вела программу «In the Now» на том же телеканале. С 2016 года ведёт программу на YouTube. Замужем, воспитывает сына Александра.
25 ноября 2014 года ведущая CNN Кристиан Аманпур пригласила Аниссу Науэй для обсуждения в эфире канала российско-украинского кризиса, куда также был приглашён бывший премьер-министр России Михаил Касьянов. В ходе беседы между Аниссой Науэй и Кристиан Аманпур возникла перепалка. В итоге в эфире CNN было показано неполное интервью.
В эфире программы «In the Now» с Аниссой Науэй на канале RT в несостоявшемся интервью генеральный продюсер украинского канала Ukraine Today Татьяна Пушнова обвинила канал RT во лжи, затем покинула эфир, оставив надпись «Russia Today Stop Lie» (англ. Russia Today, хватит лгать). Анисса Науэй назвала этот поступок «троллингом».
Вскоре после вторжения России в Украину 24 февраля 2022 года прекратила сотрудничество с RT.

## Награды
- Финалист New York Festivals в номинации «Лучший новостной ведущий» за программу «In the Now» на RT (2015)[2].